# Thymelaea hirsuta
Thymelaea hirsuta (L.) Endl. – gatunek roślin z rodziny wawrzynkowatych (Thymelaeaceae Juss.). Występuje naturalnie na całym obszarze basenu Morza Śródziemnego.

## Morfologia

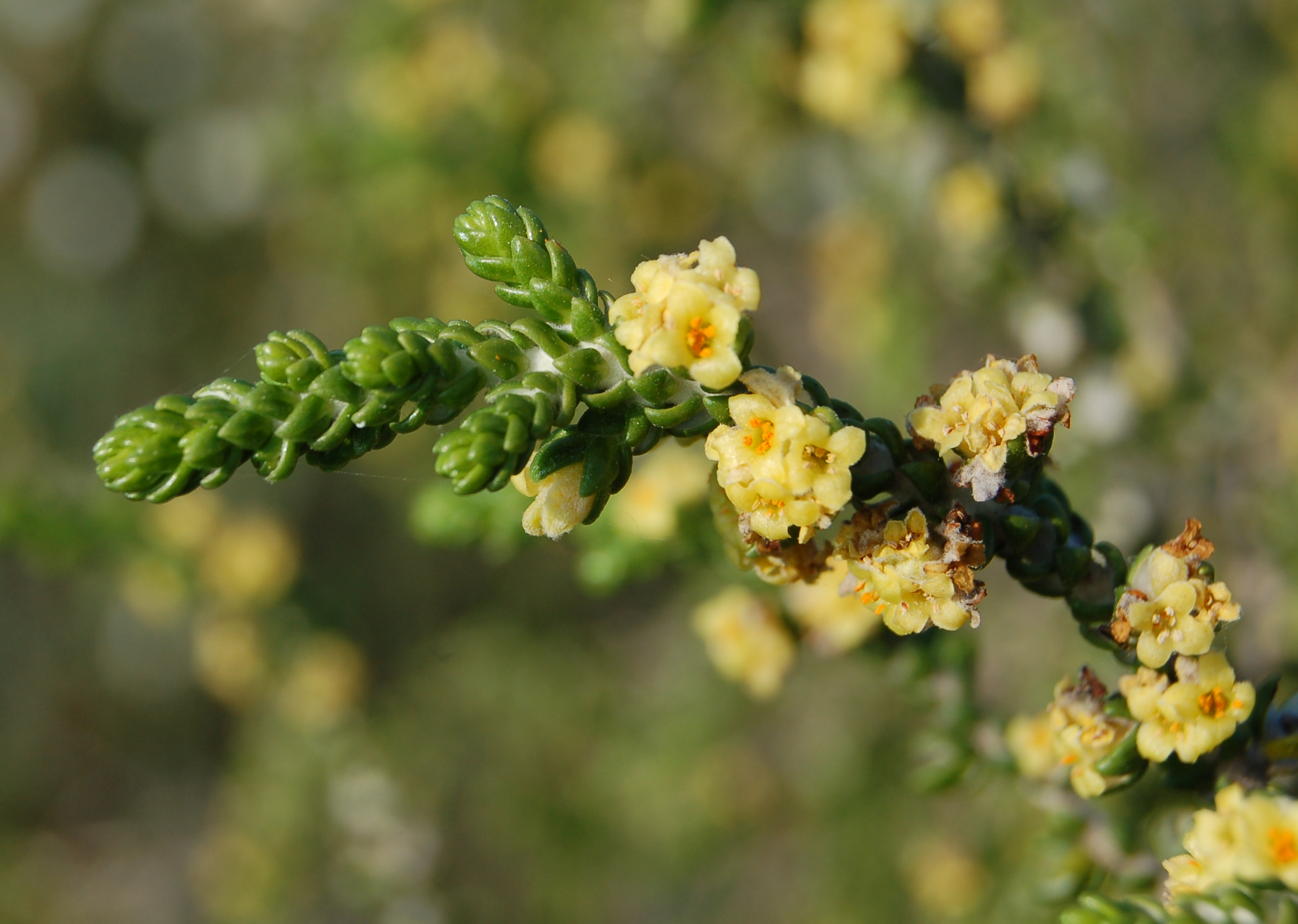
Gałązka z kwiatami

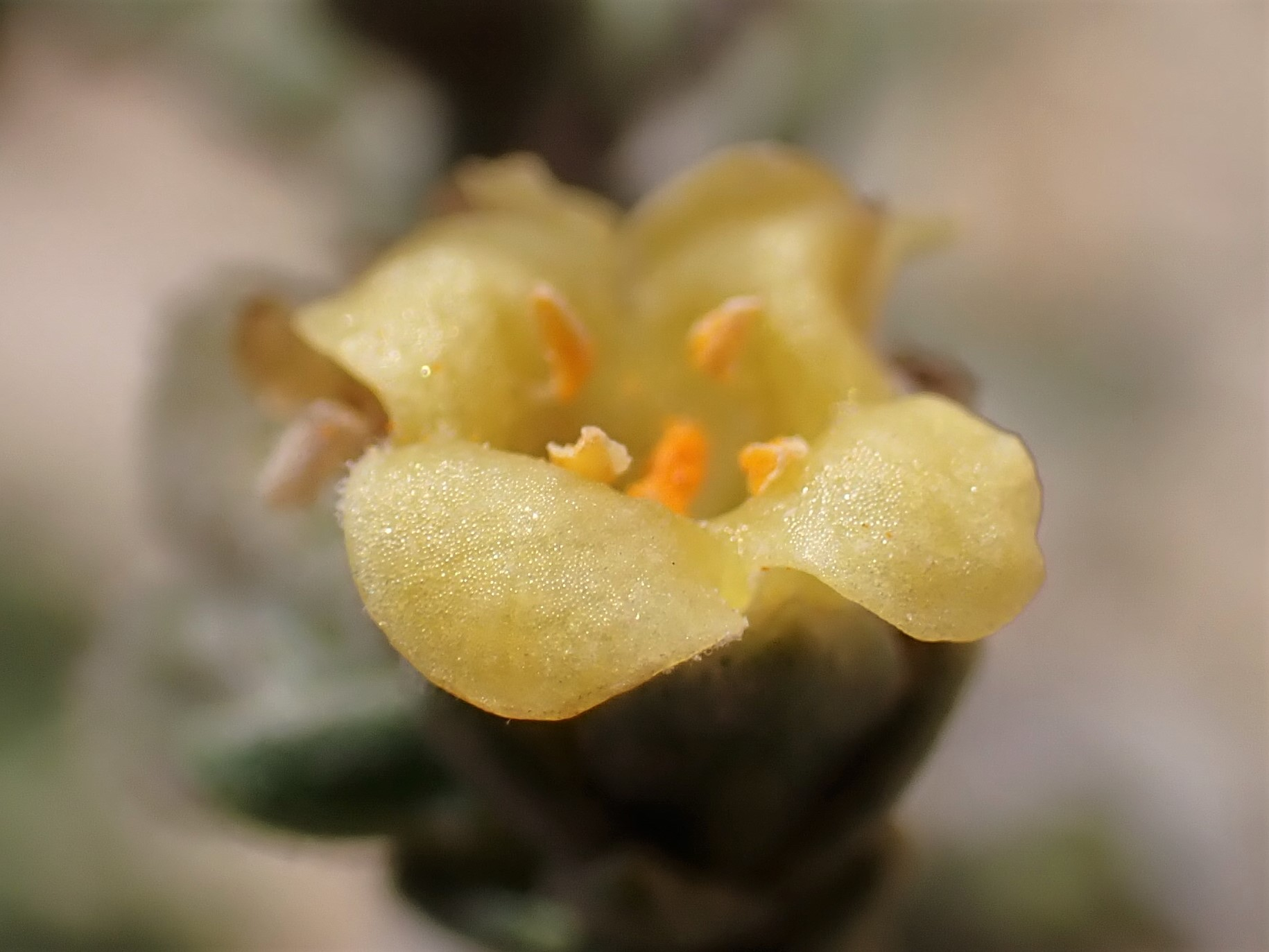
Kwiat

PokrójKrzew dorastający do 1 m wysokości. Pędy są wyprostowane, rozpostarte lub zwisłe, młodsze białawo jedwabiście omszone, bardzo gęsto pokryte liśćmi.
LiściePojedyncze, łuskowate. Mają kształt od jajowatego do lancetowatego. Są grube, gęsto zachodzące na łodygę, zielone, błyszczące, nagie z zewnątrz, natomiast pokryte puchem od wewnętrznej strony.
KwiatyZebrane po 2–5 z małe, częściowo zasłonięte kwiatostany. Mają żółtawą barwę. Gęsto owłosione hypancjum ma długość 3–4 mm. Płatki korony mają szeroko jajowaty kształt, są włochate z zewnętrznej strony i osiągają około 1 mm długości.

## Biologia i ekologia
Roślina wiecznie zielona. Wydziela ostry zapach podobny do siarki, szczególnie podczas obdzierania z kory. Kwitnie od marca do lipca. Rośnie w lasach i zaroślach, na stepach, półpustyniach i pustyniach, często w warunkach ekstremalnych. Występuje w zbiorowiskach roślinnych typu garig i frygana.
Jest trujący. Bydło nie zjada go, a ponieważ jako roślina przystosowana do warunków pustynnych ma rozlegle korzenie i eksploatuje wodę potrzebną innym roślinom, Beduini często usuwają go na wypasanych terenach.

## Zastosowanie
- Jest używany do wytwarzania sznurów i lin. Robi się je ze zdartych, drobnych pasemek kory, które skręca się z sobą. Można otrzymywać dowolnie długie liny bez słabych punktów i węzłów. Cechuje je duża wytrzymałość. W starożytności używane były np. na statkach, do dzisiaj używane są przez Arabów. Takimi linami powiązano biblijnego Samsona, opowieść o którym podaje Księga Sędziów (16,4-13)[6].
- Drewno od 1797 r. w Izraelu jest używane do ręcznego wytwarzania papieru czerpanego, używanego w niektórych pracach artystycznych. Dobrze nadaje się do tego celu, dzięki swoim silnym, łykowatym włóknom[5].
- Na pustyni Negew Beduini wysuszonej kory używają do rozpalania ognia. Służy jako rozpałka; uderzanie  w kamień metalowymi przedmiotami powoduje powstawanie iskier, od których zapala się sucha kora[5].